# Amtsgericht Wittenburg

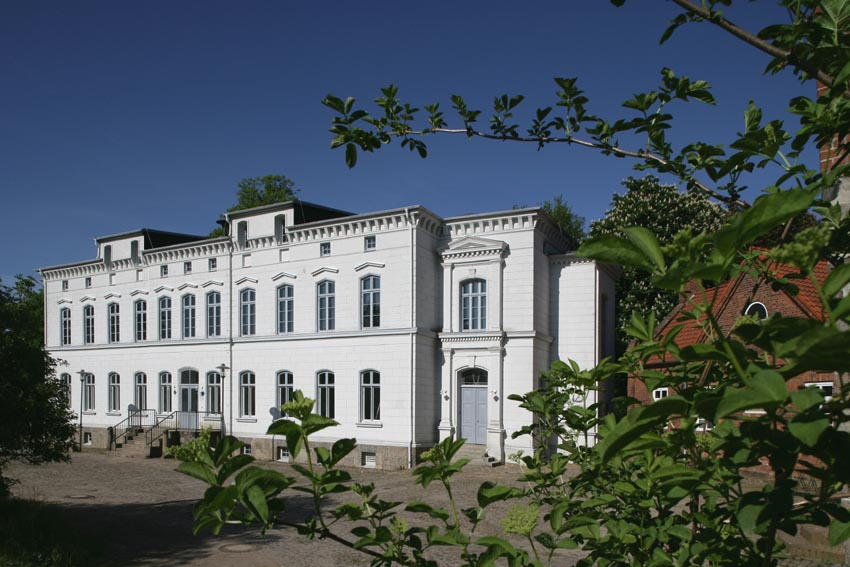
Ehemaliges Amtsgericht (2008)

Das ehemalige Amtsgericht Wittenburg in Wittenburg (Mecklenburg-Vorpommern), Am Amtsberg 2, stammt von 1848. Hier ist seit 2008 das MehlWelten Museum. Das Gebäude steht unter Denkmalschutz.

## Geschichte
Die Stadt Wittenburg mit 6303 Einwohnern (2020) wurde 1194 erstmals als provincie erwähnt und 1230 als civitas (Stadt).

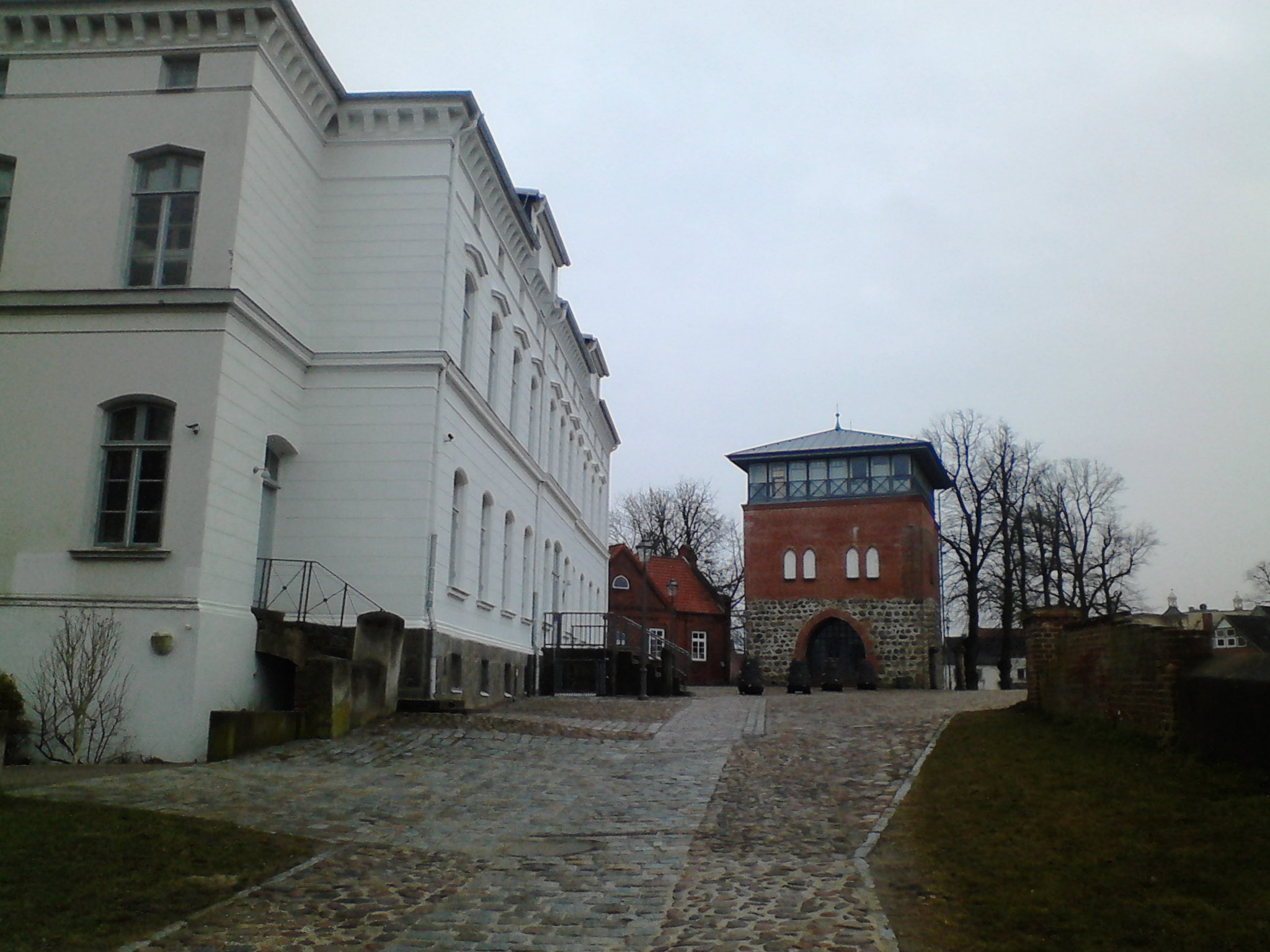
Ehem. Amtsgericht und Amtsbergturm (2013)

Das zweigeschossige verputzte spätklassizistische Gebäude am Amtsberg mit dem dekorativen Kraggesims über einem Mezzaningeschoss und dem Mittelrisalit wurde 1848 als Großherzogliches Amtsgerichtsgebäude gebaut. Die Anlage war umgeben von einem kleinen Park. Ein nicht erhaltener hoher gusseiserner Zaun und das Tor mit Granitpfeilern und Kandelabern sicherte das Areal. Die letzten Amtsgerichtsräte hießen Karl Renn und Karl Tabel und so wurde vom Amtsgericht, das „Renn-Tabel“ war, gesprochen.
Weitere bekannte Richter waren hier u. a. Carl Krüger (1844–1883), Walter Schmidt (1888–1893) und Carl Theodor Clorius (1934).
Das Amtsgericht Zarrentin war ab 1942 Zweigstelle des AG Wittenburg. Das AG Wittenburg bestand bis 1945. Danach gehört(e) Wittenburg zu den Gerichtsbezirken des Amtsgerichts Hagenow und ab 2015 des Amtsgerichts Ludwigslust.
In dem Gebäude waren ab Juli 1945 bis 1949 die sowjetische Kommandantur, ab 1950 eine Berufsschule und von 1960 bis Sommer 2007 die Grundschule am Amtsberg untergebracht. Im Jahre 2008 zog in das nach Plänen von Carsten Falkenberg umgebaute und sanierte Haus das MehlWelten Museum.